# VL23型电力机车
VL23电力机车（俄语：ВЛ23）是苏联铁路的干线电力机车车型之一，适用于供电制式为3千伏直流电的电气化铁路，由诺沃切尔卡斯克电力机车厂于1950年代设计制造。
1954年，为了替换原有的VL22型电力机车，诺沃切尔卡斯克电力机车厂开始研制一种新型客货运通用直流电力机车，定型为VL23型。VL23型电力机车的牵引主电路与VL22型机车大致相同，但改为采用新型的НБ-406型牵引电动机，机车小时功率达到3,150千瓦。机车并采用了许多和VL8型电力机车通用的零部件。1956年1月，诺沃切尔卡斯克电力机车厂成功试制了首两台VL23型电力机车，随后001号机车被用于进行静强度试验，鉴于实验结果显示机车走行部结构和动力学性能良好，机车厂决定将机车的设计构造速度由90公里/小时提高到100公里/小时。002号机车在南乌拉铁路进行了牵引和制动性能试验。

## 参看
- VL22型电力机车
- VL8型电力机车